# Арт Блейки
Артър (Арт) Блейки (Arthur 'Art' Blakey), по-късно известен като Абдула ибн Бухайна, е американски джаз барабанист и ръководител на бенд, носител на награда Грами.
Наред с Кени Кларк и Макс Роуч, той е един от новаторите в модерния бибоп стил на барабанене. Има репутация на мощен музикант; неговата линия на блусов, фънки хард боп оказва трайно влияние върху мейнстрийм джаза. В продължение на 30 години неговият бенд Арт Блейки Енд Джаз Месинджърс дава място за изява на млади музиканти, които впоследствие се доказват в джаза. Така наследството на състава е настигнато по размери единствено от групите на Майлс Дейвис.
Блейки влиза в Залата на славата на джаза (1982), Залата на славата на Грами (2001), и е награден с награда Грами за цялостен принос (2005).

## Биография
Блейки е роден в Питсбърг, вторият по големина град в щата Пенсилвания. Когато е тийнейджър, той вече свири на пиано на постоянно работно време, ръководейки комерсиален бенд. Скоро след това, по някои слухове, той решава, че няма да може да съперничи на набиращия инерция пианист Ерол Гарнър, и се научава да свири на барабани в агресивния суинг стил на Чик Уеб, Сид Кетлит и Рей Бодук. През есента на 1942 г. поема ангажимент като барабанист за Мери Лу Уилямс. След това обикаля с оркестъра на Флечър Хендерсън (1939 – 1942). През годините с биг бенда на Били Екстайн (1944 – 1947), той се привързва към бибоп движението, заедно с колегите му от бенда, Майлс Дейвис, Декстър Гордън, Фетс Наваро и други.

## Джаз Месинджърс
През 1947 година той организира Севънтийн Месинджърс (Седемнадесет пратеника), и записва с октет, носещ името Джаз Месинджърс. Името остава, като в групата има двама лидери – Блейки и пианиста Хорас Силвър. Блейки и Силвър са заедно на още няколко случая: това включва A Night at Birdland Vol. 1 с тромпетиста Клифърд Браун и алто саксофониста Лу Доналдсън през 1954 за Блу Ноут Рекърдс. Още през 1953 година той води група, която прави чести изпълнения, със саксофониста Ханк Моубли и тромпетиста Кени Дорхам.
Джаз Месинджърс за първи път се използва като име на групата през 1954. Тогава, на запис от тази година, групата е водена от Силвър, като квинтетът се допълва от Блейки, Моубли, Дорхам и Дъг Уоткинс. През следващата година съставът издава At the Cafe Bohemia, Vol. 1 и At the Cafe Bohemia, Vol. 2. Доналд Бърд заменя Дорхам, и групата записва албума The Jazz Messengers за Кълъмбия Рекърдс през 1956 година. Когато Силвър напуска, Блейки взема надмощие в името на групата, и сформира нов квинтет с Моубли, Бърд и Уоткинс.
Месинджърс е типична хард боп група от 50-те, която свири устремено, агресивно продължение на бопа с подчертани блус корени. Към края на 50-те за кратко в състава са и саксофонистите Джони Грифин и Бени Голсън. Голсън, като музикален директор, пише няколко джаз стандарта, които отначало са част от репертоара на групата; те включват I Remember Clifford и Blues March и са често изпълнявани от по-късни преображения на групата. Along Came Betty и Are You Real са други композиции на Голсън за Блейки.